# Aloalimentación

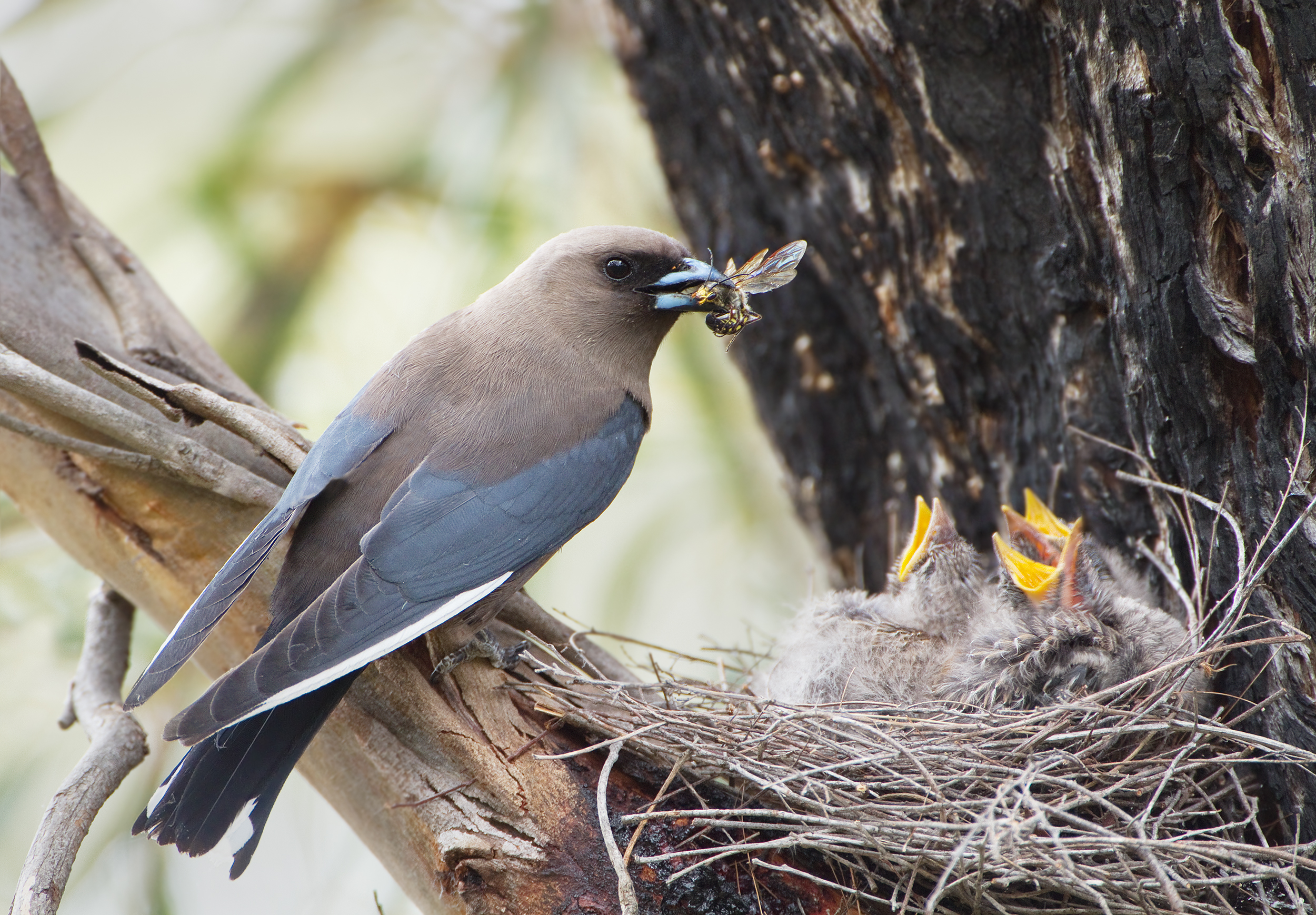
Pájaro carpintero (Artamus cyanopterus) alimentando a sus polluelos con una avispa.

La aloalimentación (allofeeding) es un tipo de comportamiento consistente en compartir comida que se observa en especies de aves que se reproducen de forma cooperativa. La aloalimentación consiste en que uno de los progenitores, un hermano o un ave adulta no emparentada alimente a las crías altriciales, que dependen de los cuidados parentales para sobrevivir. La aloalimentación también consiste en compartir alimentos entre adultos de la misma especie. La aloalimentación puede darse entre parejas durante los rituales de apareamiento, cortejo, puesta o incubación de huevos, entre iguales de la misma especie o como forma de cuidado parental.
La aloalimentación evolucionó por diferentes motivos en distintas especies de aves. Mientras que los gorriones de Brewer se alimentan para reducir la depredación durante la incubación, los arrendajos de Sichuan lo hacen para aumentar el nivel nutricional de la hembra antes de la puesta de huevos y los pingüinos de barbijo lo hacen para reforzar el vínculo entre la pareja durante la custodia de los polluelos.
Aunque la aloalimentación parental es una forma común de cuidado parental entre muchas especies de aves, la práctica no está intrínsecamente restringida a los padres biológicos y sus crías, y a menudo se realiza por razones no relacionadas con el bienestar de los polluelos. Los balbuceadores árabes, por ejemplo, alimentan a sus crías con el fin de aumentar su rango social, mientras que el pingüino emperador considera altruistas y muy venerados a los "no criadores" que alimentan a sus polluelos. Y la lechuza común, mucho más práctica, se alimenta entre iguales simplemente para reducir la rivalidad/competencia entre hermanos a la hora de comer.
Aunque muchas especies de aves presentan aloalimentación, hay algunas que no la realizan, como el arrendajo siberiano.

## Aloalimentación entre parejas
Muchas especies de aves cantoras migratorias muestran un comportamiento de aloalimentación durante el periodo de incubación. Durante el periodo de incubación, un ave cantora macho alimenta a su pareja mediante la interacción pico a pico, mientras ella está sentada sobre los huevos. Se sugiere que este comportamiento de aloalimentación es adaptativo porque el macho está invirtiendo indirectamente en su descendencia. Este comportamiento del macho reduce el estrés nutricional de la hembra, ya que reduce la cantidad de tiempo que la hembra pasa buscando comida. Además, el comportamiento de aloalimentación disminuye el número de veces que la hembra tiene que abandonar el nido, lo que a su vez prolonga el periodo de incubación y reduce el riesgo de que el nido sea detectado por un depredador. En general, el comportamiento de aloalimentación contribuye a aumentar la aptitud y, por tanto, se considera ventajoso. Sin embargo, Nolan (1958) teoriza que la aloalimentación no es adaptativa y se deriva del cuidado parental anticipatorio.
La aloalimentación durante el periodo de incubación también puede producirse cuando el macho y la hembra se alimentan mutuamente mediante interacciones de pico a pico, mientras que la pareja que recibe el alimento incuba los huevos. Una vez finalizada la alimentación, el receptor se convierte en el alimentador y la pareja que estaba alimentándose incuba los huevos. Por ejemplo, el gorrión de Brewer (Spizella breweri breweri) se alimenta de esta manera. Un estudio reciente de Halley et al., 2015, examinó la aloalimentación en veinticuatro nidos de gorrión de Brewer. Este estudio reveló que la aloalimentación ocurría con baja frecuencia (55%) en nidos con incubación biparental y no ocurría en nidos uniparentales[4]. Este estudio sugiere que la aloalimentación es una señal intraespecífica necesaria para mantener los lazos sociales entre compañeros, además de aumentar los niveles de nutrición de las hembras y la ocultación del nido. Además, el estudio halló que las sesiones de incubación por hora eran mayores en los nidos biparentales con aloalimentación que en los nidos biparentales sin aloalimentación. Estos hallazgos indican que la aloalimentación es beneficiosa porque reduce el riesgo de depredación por parte de depredadores de orientación visual mediante una mayor ocultación del nido, lo que puede maximizar la aptitud de los machos al tiempo que aumenta la aptitud de las hembras.
Se han documentado muchas observaciones de aloalimentación entre compañeros. Sin embargo, en los pingüinos, el allofeeding entre compañeros es raro. En 2010, se informó de allofeeding en pingüinos barbijo (P. antarctica) durante el período de cuidado de los polluelos. Los investigadores fueron testigos de cómo un macho alimentaba a una hembra, que tenía un polluelo grande en su nido. El comportamiento consistía en que la hembra picoteaba con frecuencia el lateral del pico del macho para estimularlo a regurgitar su comida[6], lo que provocaba que el macho regurgitara su comida en la boca abierta de la hembra. Este comportamiento de allofeeding era idéntico a la forma en que un polluelo ruega a su padre por comida. En particular, durante este comportamiento la hembra mantuvo la atención del macho cuando el polluelo trató de llamar la atención del macho. Se propone que la aloalimentación del compañero en los pingüinos barbijo se llevó a cabo para fortalecer el vínculo entre la pareja.
La aloalimentación entre parejas también puede ocurrir durante el cortejo. La aloalimentación durante el cortejo ocurre en la mitad de las subfamilias de aves y aparece principalmente en especies de aves monógamas. Se hipotetiza que la aloalimentación durante el cortejo refuerza el vínculo entre parejas o aumenta el nivel nutricional de la hembra antes de poner huevos. Por ejemplo, en el arrendajo de Sichuan (P. internigrans), las hembras son alimentadas por un solo macho durante el cortejo. Se sugiere que la aloalimentación de la hembra durante el cortejo aumenta el nivel nutricional de la hembra antes de la puesta de huevos. Este comportamiento también se ha registrado en el arrendajo canadiense (P. canadensis).

## Aloalimentación y cuidado parental
Un progenitor que alimenta a un polluelo no biológico mediante interacciones pico a pico es una forma de aloalimentación. La aloalimentación parental ocurre en todas las especies altriciales de aves para asegurar un crecimiento y desarrollo adecuados, y para evitar la inanición de sus crías.

### Aptenodytes patagonicus

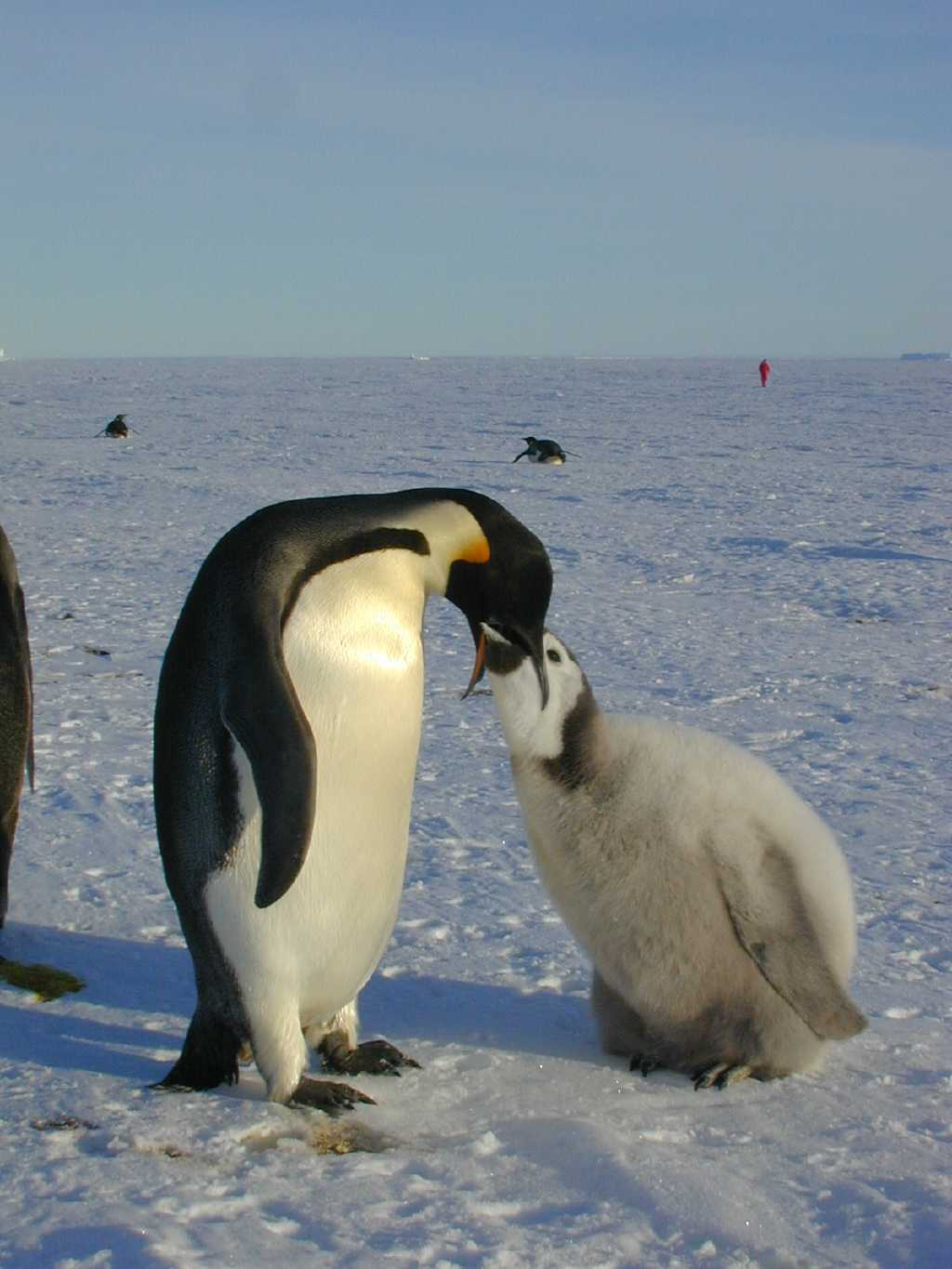
Pingüino emperador (Aptenodytes patagonicus) alimentando a sus crías

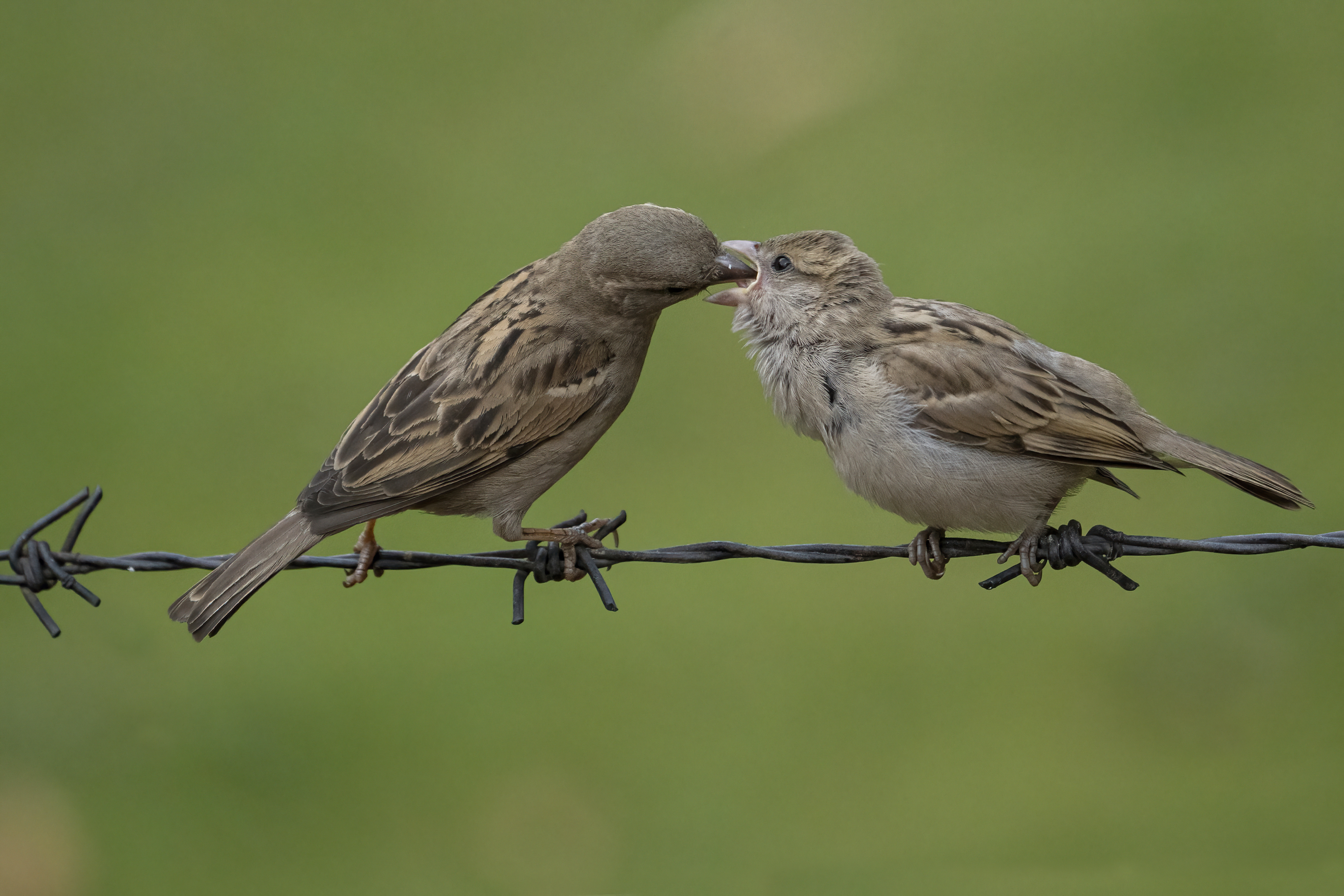
Hembra de gorrión común alimentando a su cría

Se ha demostrado que esta forma de aloalimentación es una forma de cuidado parental en algunas especies, como en los pingüinos emperador (A. patagonicus). Los pingüinos emperador son aves marinas pelágicas. Los pichones de pingüino emperador forman grupos densos llamados guarderías durante el invierno para la termorregulación social cuando la disponibilidad de alimentos es baja. La formación de guarderías es el resultado de que los padres abandonan a los pichones hambrientos para recoger comida del mar. Un estudio realizado por Lecomte et al., 2015 examinó el comportamiento de aloalimentación en pingüinos emperador, en el que marcaron los vientres blancos de 74 adultos no reproductores y 103 parejas reproductoras con una coloración oscura única llamada código de marca de tinte de Nyanzol-D. Lecomte et al. (2015) descubrieron que el 22% de los adultos marcados alimentaban al 65% de los pollos de las guarderías, lo que revela que el comportamiento de aloalimentación era más común durante la temporada de cría. Lecomte et al. (2015) también identificaron que la mayoría del 22% de los pingüinos emperador adultos que mostraban un comportamiento de aloalimentación no eran capaces de reproducirse con éxito junto con pocos reproductores que realizaban este comportamiento.El comportamiento de aloalimentación resultó en más comidas para los polluelos, lo cual es consistente con el estudio de Pierre et al. (1994) que mostró que la aloalimentación en pingüinos incrementa la tasa de crecimiento de los polluelos de 35g/día a 190g/día. A partir de estos resultados, Lecomte et al. (2015) concluyeron que la aloalimentación aumentaba la tasa de supervivencia de los polluelos en las guarderías. Los resultados implican que la aloalimentación parental en los pingüinos emperador es un comportamiento altruista, en el que la aloalimentación beneficia a las crías a costa del progenitor no biológico. En particular, no se han descrito beneficios directos para los progenitores no biológicos. El coste de la aloalimentación de los pollos no biológicos no tuvo efectos perjudiciales para la aptitud del alopadre, porque el coste de la aloalimentación es bajo (varios gramos) en comparación con los costes nutricionales de un pingüino emperador adulto, que es de varios kilogramos. Sin embargo, se sugiere que la aloalimentación de muchos polluelos puede costar cada polluelo comidas perdidas que pueden causar efectos negativos sobre la aptitud de los polluelos aloalimentados. Además, la aloalimentación disminuye cuando los padres no biológicos tenían descendencia.

### Pygoscelis antarcticus
El pingüino barbijo (P. antarcticus) es otra especie de pingüino que presenta aloalimentación parental. En el pingüino barbijo se ha observado aloalimentación entre la hembra y sus crías. De forma similar a la aloalimentación entre parejas en esta especie, la cría de una hembra picoteará el lateral del pico de la hembra para indicar a la hembra que regurgite su comida en la boca abierta del polluelo.

### Perisoreus internigrans
En los arrendajos de Sichuan (P. internigrans), las hembras no son el único sexo que participa en la aloalimentación de sus crías. Durante su primera semana de vida, los pollos sólo son alimentados por el macho. El macho busca comida y la almacena en una bolsa dentro de su garganta. En el nido, el macho regurgita la comida semidigerida de su bolsa en la boca de sus polluelos. Después de la primera semana, el macho continúa alimentando a los polluelos mientras que la hembra comienza a alimentarlos. La hembra utiliza el mismo método que el macho.

## Aloalimentación entre iguales
Se han descrito muchos casos de aloalimentación entre hermanos en varias especies de aves.

### Turdoides sqamiceps
Por ejemplo, el carricerín cejudo (T. sqamiceps) es una especie de ave territorial que habita en el desierto y participa en la reproducción cooperativa. En esta especie, los no reproductores muestran numerosos tipos de comportamiento cooperativo, incluida la aloalimentación.
Carlisle et al. (1986) revelaron que los balbuceadores árabes participan en la alimentación entre iguales con el fin de aumentar su rango social, lo que aumenta su aptitud física. Este comportamiento de alimentación está respaldado por la hipótesis de Zahavi. Un individuo (un balbuceador dominante) puede aumentar su rango social alimentando a un balbuceador subordinado. Por el contrario, un individuo (un balbuceador subordinado) puede disminuir su rango social cuando es alimentado por un balbuceador dominante. Se han observado balbuceadores subordinados que se negaban a ser alimentados por un balbuceador dominante. La negativa provocaba que el balbuceador dominante se volviera agresivo con el subordinado, golpeándolo o persiguiéndolo. Los balbuceadores dominantes también mostraban los mismos comportamientos agresivos cuando un subordinado intentaba alimentarlo.

### Tyto alba
Otra especie que se alimenta entre iguales es la lechuza común (T. alba). Los hermanos de la lechuza común establecen una jerarquía para compartir los recursos alimenticios mediante negociaciones vocales. Se sugiere que los hermanos de la lechuza común se alimentan entre iguales para reducir la competencia entre hermanos en la jerarquía del reparto de alimentos.[La aloalimentación entre iguales observada en 60 parejas de pollos reveló que el comportamiento se produce cuando un hermano donante coloca el alimento en el suelo delante del hermano receptor, que lo transfiere a su pico utilizando sus garras. Alternativamente, el hermano donante utiliza su pico para colocar el alimento en el pico del hermano receptor. Asimismo, se propone que el comportamiento de aloalimentación entre iguales en hermanos de lechuza común aumenta la aptitud inclusiva del hermano que realiza la aloalimentación.

## Aloalimentación intraespecífica

### Perisoreus internigrans

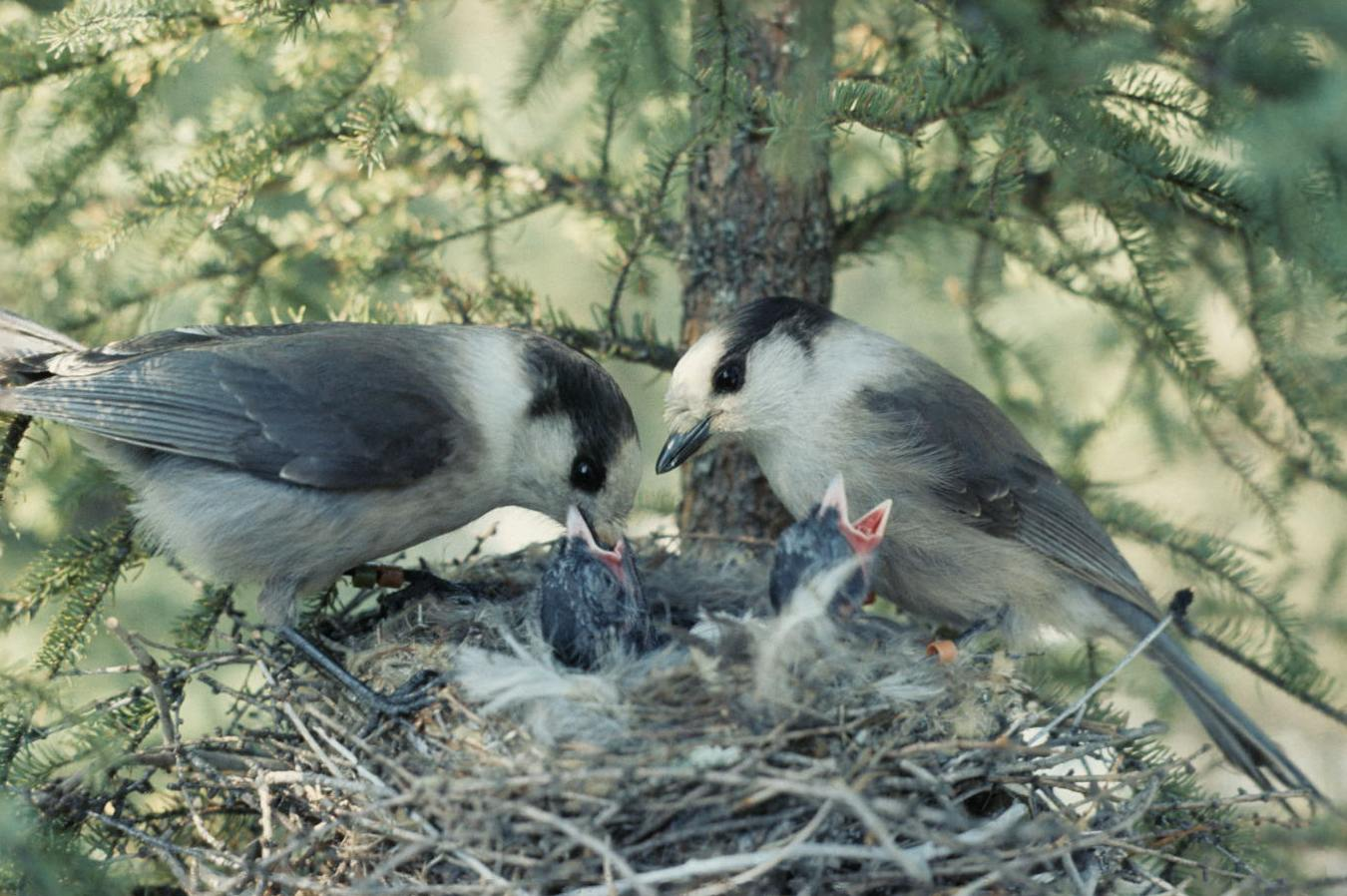
Arrendajos canadienses (Perisoreus canadensis) alimentando a sus crías en el nido

La aloalimentación intraespecífica en los arrendajos de Sichuan (P. internigrans) se lleva a cabo durante el periodo de nidificación y volantón por no criadores. De uno a tres no criadores ayudan a una pareja reproductora a alimentar a los pollos, regurgitando la comida de sus bolsas guturales. En 2009, Jing et al. determinaron que dos no criadores contribuyeron al 44% de la alimentación en el nido de dos arrendajos de Sichuan. Jing et al. (2009) sugieren que el comportamiento de aloalimentación contribuye a aumentar la supervivencia en el nido.
En esta especie, entre dos y tres no reproductores alimentan a las crías de una pareja reproductora. La gran masa corporal (un 21% más pesada que la de los arrendajos siberianos) de los arrendajos de Sichuan y la presencia de más de un no reproductor permite a uno de ellos ahuyentar a un depredador mientras otro protege a las crías de otros depredadores.  Tanto la gran masa corporal de los no criadores como la presencia de múltiples no criadores reducen el riesgo de heridas o muerte cuando se encuentran depredadores. Esto revela que los beneficios de aloalimentar a las crías superan el coste de heridas o muerte del no criador y/o del polluelo cuando hay más de un no criador presente. La aloalimentación entre iguales también se ha observado en el arrendajo canadiense (P. canadensis). En el arrendajo gris, los no criadores aloalimentan a las crías después de volar.
No todas las especies de arrendajos aloalimentan a sus crías, como el arrendajo siberiano (P. infaustus). En los arrendajos siberianos, los no reproductores no aloalimentan a los polluelos de una pareja reproductora. Se predice que los arrendajos siberianos no muestran aloalimentación porque el coste de la depredación es demasiado alto. Los arrendajos siberianos están continuamente amenazados por depredadores más peligrosos, el gavilán euroasiático y el azor septentrional, que los arrendajos canadienses, que están amenazados por la ardilla roja euroasiática. Un no reproductor por pareja reproductora y el pequeño tamaño (21% menos de masa corporal que los arrendajos de Sichuan) de los arrendajos siberianos, en combinación con el riesgo continuo de depredación, revela que los arrendajos siberianos no reproductores son incapaces de enfrentarse a los depredadores y proteger el nido simultáneamente. Esto indica que el coste de aloalimentar a las crías es más costoso para el no criador cuando hay un no criador presente, porque un encuentro con un depredador aumenta el riesgo de lesiones y muerte tanto de las crías como del no criador. Esto revela que el beneficio de aloalimentar a las crías no supera el coste de las heridas o la muerte del no-criador y/o de las crías, lo que concuerda con la hipótesis de la evasión del depredador, sugiriendo que el coste de la aloalimentación en las arrendajillas siberianas impide que la aloalimentación sea seleccionada evolutivamente.